# فوينتيئيريدوس
بلدية فوينتيئيريدوس (بالإسبانية: Fuenteheridos) هي بلدية تقع في مقاطعة ولبة التابعة لمنطقة أندلوسيا جنوب إسبانيا.

## الديموغرافيا
بلغ عدد سكان بلدية فوينتيئيريدوس 582 نسمة عام 2011 (وفقاً للمعهد الوطني الإسباني للإحصاء).
| 676 | 645 | 613 | 630 | 658 | 632 | 582 |